# Windhoek-Avis
Avis ist eine Vorstadt von Windhoek, der Hauptstadt von Namibia und liegt am östlichen Ende der Stadt am Avis-Damm. Es ist der erste Stadtteil von Windhoek, den man erreicht, wenn man vom Hosea Kutako Airport in die namibische Hauptstadt fährt.